# Thomas Ruch
Pour les articles homonymes, voir Ruch (homonymie).
Thomas Ruch (né le 23 février 1963 à Bâle) est un peintre et dessinateur suisse.

## Biographie
Thomas Ruch apprend le métier d'horloger. En 1988, il crée son atelier dans le canton de Soleure. De 1995 à 2002, il étudie à l'académie des beaux-arts de Düsseldorf, auprès de Magdalena Jetelová, Konrad Klapheck et Franz Eggenschwiler. En 2002, il crée un autre atelier à Düsseldorf.

## Œuvre
Thomas Ruch travaille dans le domaine du dessin, de la gravure. Il place ces techniques graphiques en contexte avec des matériaux contemporains tels que la bombe aérosol (graffiti) et la peinture.

## Source de la traduction
- (de) Cet article est partiellement ou en totalité issu de l’article de Wikipédia en allemand intitulé « Thomas Ruch » (voir la liste des auteurs).